# Club Guaraní
Club Guaraní är en fotbollsklubb från förorten Dos Bocas i Asunción, Paraguay. Klubben grundades 1903.